# Primera División de Andalucía 2009-10 (Grupo I)
La temporada 2010-11 del Grupo I de Primera Andaluza comenzó el domingo 6 de septiembre de 2009 y terminaró el domingo 16 de mayo de 2010. Después se jugará la fase de ascenso a Tercera.

## Sistema de competición
Participan 18 clubes de la Provincia de Cádiz y la Provincia de Huelva. Encuadrados en un grupo único, se enfrentan todos contra todos en dos ocasiones (una en campo propio y otra en campo contrario) durante un total de 34 jornadas. El orden de los encuentros se decide por sorteo antes de empezar la competición. La Federación Andaluza de Fútbol es la responsable de designar a los árbitros de cada encuentro.
El ganador de un partido obtiene tres puntos, el perdedor no suma puntos, y en caso de un empate hay un punto para cada equipo. Al término del campeonato, el equipo que acumula más puntos se proclama campeón y asciende directamente a Tercera, mientras que el segundo y el tercero disputan una eliminatoria a doble partido con el segundo y el tercero del Grupo II.
Los cuatro últimos equipos descienden a Regional Preferente.

## Clubes participantes
| Equipo                   | Ciudad                    | Fundación |
| ------------------------ | ------------------------- | --------- |
| A.D. Almonte Balompié    | Almonte                   | 1985      |
| Arcos C.F.               | Arcos de la Frontera      | 1956      |
| Atlético Zabal L.        | La Línea de la Concepción | 1970      |
| Balón de Cádiz C. F.     | Cádiz                     | 1992      |
| Chiclana C.F.            | Chiclana de la Frontera   | 1948      |
| C. Atlético Cortegana    | Cortegana                 | 1934      |
| C.D. Punta Umbría        | Punta Umbría              | 1963      |
| C.D. Rota                | Rota                      | 1952      |
| C.D. San Roque           | San Roque                 | 1966      |
| Conil C.F.               | Conil de la Frontera      | 1931      |
| Isla Cristina C.F.       | Isla Cristina             | 1999      |
| La Palma C.F.            | La Palma del Condado      | 1915      |
| Olímpica Valverdeña C.F. | Valverde del Camino       | 1962      |
| Olont C.F.               | Gibraleón                 | 1933      |
| U.D. Pastores            | Algeciras                 | 1955      |
| U.D. Roteña              | Rota                      | 1966      |
| San Fernando C.D.        | San Fernando              | 2009      |
| Xerez C.D. B             | Jerez de la Frontera      | 1957      |

## Clasificación
| Pos  | Equipo              | J  | G  | E  | P  | GF | GC | DG  | Pts |                          |
| ---- | ------------------- | -- | -- | -- | -- | -- | -- | --- | --- | ------------------------ |
| 1.º  | Conil               | 34 | 22 | 4  | 8  | 55 | 38 | +17 | 70  | Ascenso a Tercera        |
| 2.º  | San Fernando        | 34 | 19 | 9  | 6  | 74 | 33 | +41 | 66  | Eliminatoria de segundos |
| 3.º  | Arcos               | 34 | 19 | 8  | 7  | 57 | 20 | +37 | 65  | Eliminatoria de terceros |
| 4.º  | Xerez B             | 34 | 19 | 6  | 9  | 68 | 34 | +24 | 63  |                          |
| 5.º  | Olímpica Valverdeña | 34 | 16 | 8  | 10 | 61 | 39 | +21 | 56  |                          |
| 6.º  | Pastores***         | 34 | 15 | 10 | 9  | 51 | 37 | +14 | 55  |                          |
| 7.º  | Chiclana            | 34 | 15 | 8  | 11 | 63 | 46 | +17 | 53  |                          |
| 8.º  | Balón de Cádiz      | 34 | 14 | 10 | 10 | 55 | 47 | +8  | 52  |                          |
| 9.º  | Isla Cristina       | 34 | 12 | 11 | 11 | 52 | 51 | +1  | 47  |                          |
| 10.º | La Palma*           | 34 | 13 | 8  | 13 | 55 | 45 | +10 | 46  |                          |
| 11.º | Rota                | 34 | 13 | 5  | 16 | 42 | 47 | -5  | 44  |                          |
| 12.º | Roteña              | 34 | 11 | 9  | 14 | 50 | 57 | -7  | 42  |                          |
| 13.º | San Roque           | 34 | 11 | 5  | 18 | 40 | 78 | -38 | 38  |                          |
| 14.º | Atlético Zabal***   | 34 | 10 | 6  | 18 | 44 | 67 | -23 | 36  |                          |
| 15.º | Olont*              | 34 | 8  | 12 | 14 | 31 | 58 | -27 | 35  |                          |
| 16.º | Atlético Cortegana  | 34 | 9  | 8  | 17 | 47 | 57 | -10 | 35  | Descenso a Regional      |
| 17.º | Punta Umbría        | 34 | 6  | 7  | 21 | 29 | 60 | -31 | 25  | Descenso a Regional      |
| 18.º | Almonte Balompié**  | 34 | 3  | 8  | 23 | 33 | 93 | -60 | 13  | Descenso a Regional      |

- Cuenta con 1 punto menos por sanción.
  - Cuenta con 4 puntos menos por sanción.
    - Al finalizar la temporada desaparecieron.

## Ganadores
El Grupo I de Primera Andaluza existe desde la temporada 2004/05.
| Temporada | Vencedor               |
| --------- | ---------------------- |
| 2009/10   | Conil                  |
| 2008/09   | Algeciras              |
| 2007/08   | Recreativo de Huelva B |

| Temporada | Vencedor |
| --------- | -------- |
| 2006/07   | Cartaya  |
| 2005/06   | Ayamonte |
| 2004/05   | Arcos    |

## Palmarés
| Club                   | Campeón | Años    |
| ---------------------- | ------- | ------- |
| Arcos                  | 1       | 2004/05 |
| Ayamonte               | 1       | 2005/06 |
| Cartaya                | 1       | 2006/07 |
| Recreativo de Huelva B | 1       | 2007/08 |
| Algeciras              | 1       | 2008/09 |
| Conil                  | 1       | 2009/10 |